# دوربین جووانی لا
دوربین جووانی لا (انگلیسی: Giovanni La Camera؛ زادهٔ ۲۹ دسامبر ۱۹۸۳) بازیکن فوتبال اهل ایتالیا است.
از باشگاه‌هایی که در آن بازی کرده‌است می‌توان به باشگاه فوتبال رجینا، باشگاه فوتبال ویرتوس لانچانو، باشگاه فوتبال چیتادلا، باشگاه فوتبال پادوا، باشگاه فوتبال بنونتو، باشگاه فوتبال کومو، و باشگاه فوتبال یووه استابیا اشاره کرد.